# Харитоновщина
Харитоновщина — деревня в Коськовском сельском поселении Тихвинского района Ленинградской области.

## История
Деревня Харитоновщина упоминается на «Специальной карте западной части России» Ф. Ф. Шуберта 1844 года.

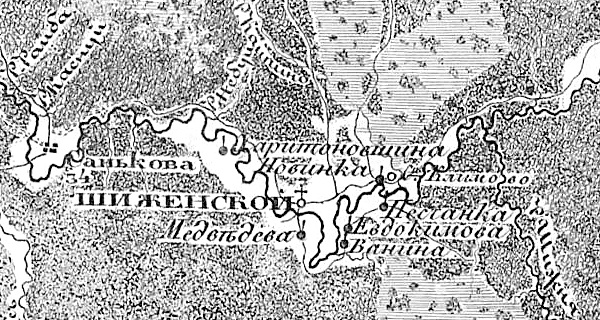
Деревня Харитоновщина на семитопографической карте Новгородской губернии 1847 года

ХАРИТОНОВЩИНА  — деревня Исаковского общества, прихода Шиженского погоста. Река Шижна. 

Крестьянских дворов — 20. Строений — 33, в том числе жилых — 28. Водяная мельница.

Число жителей по семейным спискам 1879 г.: 61 м. п., 59 ж. п.; по приходским сведениям 1879 г.: 53 м. п., 54 ж. п.

В конце XIX — начале XX века деревня административно относилась к Саньковской волости 1-го земского участка 2-го стана Тихвинского уезда Новгородской губернии.

ХАРИТОНОВЩИНА (БОЛЬШОЙ ДВОР) — деревня Исаковского общества, дворов — 32, жилых домов — 32, число жителей: 97 м. п., 83 ж. п.
 
Занятия жителей — земледелие, лесные промыслы. Река Шижна. Часовня, мелочная лавка. (1910 год)

С 1917 по 1918 год деревня Харитоновщина входила в состав Саньковской волости Тихвинского уезда Новгородской губернии. 
С 1918 года в составе Череповецкой губернии.
С 1924 года в составе Прогальской волости.
С 1927 года в составе Шиженского сельсовета Тихвинского района.
В 1928 году население деревни Харитоновщина составляло 187 человек.
Согласно карте Ленинградской области Северо-западного аэрогеодезического треста ГГУ издания 1932 года деревня насчитывала 21 крестьянский двор. В деревне находилась часовня.
По данным 1933 года деревня Харитоновщина входила в состав Шиженского сельсовета.
В 1958 году население деревни Харитоновщина составляло 142 человека.
По данным 1966, 1973 и 1990 годов деревня Харитоновщина также входила в состав Шиженского сельсовета.
В 1997 году в деревне Харитоновщина Шиженской волости проживали 39 человек, в 2002 году — 37 человек (все русские).
В 2007 году в деревне Харитоновщина Коськовского СП проживали 38 человек, в 2010 году — 29.

## География
Деревня расположена в северо-западной части района на автодороге 41К-886 (Коськово — Исаково).
Расстояние до административного центра поселения — 11 км.
Расстояние до ближайшей железнодорожной станции Тихвин — 63 км.
Деревня находится на левом берегу реки Шижня.

## Демография
| 2007 | 2010 | 2017 |
| ---- | ---- | ---- |
| 38   | ↘29  | ↘18  |

### Национальный состав
Согласно данным Всероссийской переписи населения 2021 года в деревне проживали 20 человек, все русские.

## Улицы
Лесная, Полевая.